# Saison 2017 de la NFL
Navigation
Édition précédente Édition suivante
La saison 2017 de la NFL est la 98e de l'histoire de la National Football League.
Elle a débuté le jeudi 7 septembre 2017 lors de l'annuel Kickoff Game au Gillette Stadium où les champions sortants, les Patriots de la Nouvelle-Angleterre, accueillent les Chiefs de Kansas City. La saison s'est terminée le 4 février 2018 au U.S. Bank Stadium de Minneapolis dans le Minnesota avec le Super Bowl LII.
Pour la deuxième année consécutive, une franchise se relocalise dans la ville de Los Angeles puisque les Chargers de San Diego ont effectué leur déménagement le 12 janvier 2017, s'appelant dorénavant les Chargers de Los Angeles,,.

## Pré-saison
Les camps d'entraînement (Training Camps) de la saison 2017 débutent fin juillet jusqu'en août. Les équipes ne peuvent débuter ces camps que maximum 15 jours avant leur premier match de pré-saison.
Chaque équipe joue au moins 4 matchs de pré-saison qui débutent le jeudi 10 août 2017.
Le premier match est cependant le traditionnel Pro Football Hall of Fame Game qui se déroule le jeudi 3 août au soir. Il opposait cette année les Cardinals de l'Arizona aux Cowboys de Dallas (victoire 20 à 8 des Cowboys).
La fin des matchs de pré-saison est fixée au 31 août.

### Draft
La draft s'est déroulée cette saison du 27 au 28 avril 2017.

### Nouveaux stades

#### Falcons d'Atlanta
Les Falcons d'Atlanta joueront au Mercedes-Benz Stadium dans la ville d'Atlanta. Le futur stade se situera à proximité du Georgia Dome.

### Relocalisations

#### Chargers de San Diego relocalisés à Los Angeles
Le 12 janvier 2017, les Chargers de San Diego ont exercé leur option de relocalisation à Los Angeles et deviennent les Chargers de Los Angeles. En 2020, ils évolueront avec les Rams de Los Angeles au sein du tout nouveau stade, le Los Angeles Stadium at Hollywood Park situé à Inglewood en Californie. Pour l'instant, les Chargers joueront au StubHub Center de Carson en Californie, qui avec une capacité de 30 000 places est le plus petit site utilisé au sein de la ligue depuis la saison 1956.

#### Raiders d'Oakland relocalisés à Las Vegas
Le 19 janvier 2017, les Raiders d'Oakland introduisent leur demande de relocalisation à Las Vegas dans le Nevada. Le 27 mars, la NFL approuve officiellement la relocalisation. Contrairement aux Chargers, les Raiders resteront au Oakland–Alameda County Coliseum jusqu'au moins la fin de la saison 2018 (et éventuellement la saison 2019) en attente de la fin de construction du Stade de Las Vegas, la franchise déménageant au Nevada en 2019 ou 2020.

### Changements d'entraîneurs

#### Avant la saison
| Équipes  | HC en 2016  | Int. en 2016 | HC en 2017     | Motif du départ | Histoire/réalisations |
| -------- | ----------- | ------------ | -------------- | --------------- | --- |
| Bills    | Rex Ryan    | Anthony Lynn | Sean McDermott | Licenciement.   | Ryan a été licencié alors qu'il restait une semaine à jouer lors de la saison régulière de 2016. il avait un bilan de 15 victoires pour 16 défaites sans avoir pu atteindre les playoffs lors de ses deux saisons. Son frère jumeau qui était son assistant Rob Ryan a également été remercié. Ryan a été engagé comme commentateur par ESPN, remplaçant Trent Dilfer, alors que Rob Ryan ne fut pas engagé ailleurs en 2017. Lynn début la saison 2016 comme entraineur des running backs puis devient coordinateur offensif lorsque Greg Roman est remercié en 3e semaine et finalement entraîneur principal intérimaire après le départ de Ryans. Lynn a perdu son seul match comme intérimaire. Sean McDermott, ancien coordinateur défensif des Panthers de la Caroline est nommé entraîneur principal des Bills le 11 janvier 2017. Entretemps, Lynn a été licencié de son poste d'entraîneur principal des Chargers de Los Angeles. |
| Broncos  | Gary Kubiak | Gary Kubiak  | Vance Joseph   | Retraite.       | Kubiak démissionne de son poste à cause de problèmes de santé. Il avait gagné le Super Bowl 50 et affichait un bilan de 24 victoires pour 10 défaites, matchs de playoffs inclus. Kubiak retourne cependant chez les Broncos quelques mois plus tard pour y occuper un poste au sein de la direction en tant que conseiller. Vance Joseph, qui était chez les Dolphins de Miami comme oordinateur defensif la saisaon précédente est engagé le 11 janvier 2017. |
| Jaguars  | Gus Bradley | Doug Marrone | Doug Marrone   | Licenciement.   | Bradley est remercié alors qu'il reste deux semaines à jouer lors de la saison régulière 2016. Il affichait un bilan de 14 victoires pour 48 défaites sans qualification pour les playoffs en quatre saisons. Il avait rejoint les Chargers comme coordinateur defenf. Marrone, l'entraîneur offensif de la ligne des Jaguars qui avait été précédemment entraîneur principal des Bills de Buffalo en 2013 et 2014 obtiendra comme intérimaire 1 victoire et 1 défaite avec les Jaguars. Le 9 janvier 2017, les Jaguars annoncent que Marrone est nommé entraîneur principal. |
| Chargers | Mike McCoy  | Mike McCoy   | Anthony Lynn   | Licenciement.   | McCoy est remercié après quatre saisons sans participation aux playoffs avec un bilan de 27 victoires pour 37 défaites. Il rejoint ensuite les Broncos de Denver comme coordinateur offensif sous les ordres de Vance Joseph. Anthony Lynn est engagé par les Chargers comme entraîneur principal le 12 janvier 2017. |
| Rams     | Jeff Fisher | John Fassel  | Sean McVay     | Licenciement.   | Après avoir reçu une extension de contrat de 2 ans avant le début de saison, Fisher est remercié lorsque son bilan de saison est de 4 victoires pour 9 défaites en saison régulière 2016 et avec un bilan global de 31 victoires, 45 défaites et 1 nul en cinq années aux commandes des Rams à St-Louis et à Los Angeles. Sous ses ordres, les Rams ne feront jamais mieux qu'un bilan de 7 victoires, 8 défaites et 1 nul en saison régulière (obtenu en 2012) et n'atteindront jamais les playoffs. Fassel, le fils de l'ancien entraîneur principal NFL Jim Fassel, avait été entraîneur des équipes spéciales pour les Rams depuis 2012. Il perd trois matchs lors de son intérim. Il revient à son ancien poste au sein de la franchise pour la saison 2017. Le 12 janvier 2017, Sean McVay, coordinateur offensif des Redskins de Washington est nommé entraîneur principal des Rams. Il est le petit-fils de l'ancien manager général des 49ers de San Francisco, John McVay. Lorsqu'il est engagé, McVay est âgé de 30 ans seulement. Il devient le plus jeune entraîneur principal de l'histoire de la NFL (à l'exception des joueurs-entraîneurs des années 1920). |
| 49ers    | Chip Kelly  | Chip Kelly   | Kyle Shanahan  | Licenciement.   | Kelly est remercié après une saison avec un bilan d'une seule victoire pour 14 défaites,. Kelly n'est pas réengagé en 2017 mais reprend le rôle d'entraîneur principal début 2018 des Bruins d'UCLA évoluant en NCAA. Kyle Shanahan, qui était coordinateur offensif des Falcons d'Atlanta, est nommé nouvel entraîneur principal des 49ers le 6 février 2017. À la suite des règles anti-tampering (en), les 49ers devront attendre la fin du parcours des Falcons en playoffs avant d'officiellement engager Shanahan. |

#### Pendant la saison
| Équipe | HC 2017    | Int.                 | Motif du départ | Histoire/réalisations |
| ------ | ---------- | -------------------- | --------------- | --- |
| Giants | Ben McAdoo | Steve Spagnuolo (en) | Licenciement    | McAdoo devient entraîneur principal des Giants en 2016. À leur tête pendant les saisons 2016 et 2017, il affiche un bilan de 13 victoires pour 15 défaites. La franchise affiche un bilan partiel de 2 victoires pour 10 défaites et McAdoo décide de ne plus titulariser QB Eli Manning (lequel détenait alors la plus longue série en cours de matchs débutés comme titulaire au poste de QB de la NFL). Il est remercié le 4 décembre 2017. C'est le coordinateur défensif Steve Spagnuolo qui assure l'intérime. Il avait été entraîneur principal des Rams de St. Louis de 2009 à 2011. |

## Calendrier
| POS | AFC East | AFC North | AFC South  | AFC West  |
| --- | -------- | --------- | ---------- | --------- |
| 1er | Patriots | Steelers  | Texans     | Chiefs    |
| 2e  | Dolphins | Ravens    | Titans     | Raiders   |
| 3e  | Bills    | Bengals   | Colts      | Broncos   |
| 4e  | Jets     | Browns    | Jaguars    | Chargers  |
|     |          |           |            |           |
| POS | NFC East | NFC North | NFC South  | NFC West  |
| 1er | Cowboys  | Packers   | Falcons    | Seahawks  |
| 2e  | Giants   | Lions     | Buccaneers | Cardinals |
| 3e  | Redskins | Vikings   | Saints     | Rams      |
| 4e  | Eagles   | Bears     | Panthers   | 49ers     |

La saison régulière se compose de 256 matchs. Chaque équipe joue 16 matchs répartis sur 17 semaines consécutives. Elles disposent toutes d'une semaine de repos appelée bye week. Étant donné le faible nombre de matchs, toutes les franchises ne peuvent s'affronter. Pour chaque équipe, la répartition est la suivante :
- 6 matchs contre les autres équipes de la même division (matchs aller-retour)
- 4 matchs contre les équipes d'une autre division de la même conférence (les divisions se rencontrant changent chaque année selon une rotation préétablie)
- 2 matchs contre les équipes des deux autres divisions de la même conférence ayant terminé à la même position au classement la saison précédente (1er contre 1er, 2e contre 2e, etc.)
- 4 matchs contre les équipes d'une division de l'autre conférence (les divisions se rencontrant changent chaque année selon une rotation préétablie)

La saison régulière 2017 commence le 7 septembre et se terminera le 31 décembre 2017.
Notes :
- À l'occasion de la 1re semaine de la saison régulière, le match opposant les Dolphins de Miami aux Buccaneers de Tampa Bay a été reporté lors de la 11e semaine (19 novembre) en raison de l'Ouragan Irma qui a frappé la Floride du 9 au 11 septembre[24]. Les deux équipes ayant eu la même semaine de congé (bye week) de prévue, cette dernière a été intervertie avec leur match prévu lors de la première semaine.

### Matchs intra-conférence
- AFC East - AFC West
- AFC North- AFC South
- NFC East- NFC West
- NFC North- NFC South

### Matchs inter-conférence
- AFC East - NFC South
- AFC North - NFC North
- AFC South - NFC West
- AFC West - NFC East

### Série internationale
5 matchs seront joués hors des États-Unis cette saison, dans le cadre de la série internationale, dont 4 à Londres :
- Londres, Angleterre (Stade de Wembley) : Jaguars de Jacksonville - Ravens de Baltimore, le 24 septembre (semaine 3) ;
- Londres, Angleterre (Stade de Wembley) : Dolphins de Miami - Saints de La Nouvelle-Orléans le 1er octobre (semaine 4) ;
- Londres, Angleterre (Stade de Twickenham) : Rams de Los Angeles - Cardinals de l'Arizona, le 22 octobre (semaine 7) ;
- Londres, Angleterre (Stade de Twickenham) : Browns de Cleveland - Vikings du Minnesota, le 29 octobre (semaine 8).

Le 1er février 2017, la NFL a annoncé qu'un match se déroulerait à nouveau au Mexique, :
- Mexico City, Mexique (Stade Azteca) : Raiders d'Oakland - Patriots de la Nouvelle-Angleterre, le 19 novembre (semaine 11)

### Les éliminatoires
Les dates des divers matchs des éliminatoires ont été dévoilées à la fin de la saison, le 31 décembre 2017. Celles-ci ont débuté le 6 janvier 2018 pour se conclure avec le Super Bowl LII, le 4 février 2018.

## Classements de la saison régulière
| z   | Champion de division dispensé de wild-card |
| y   | Champion de division                       |
| w   | Non champion de division, wild-card        |
| *   | Avantage du terrain pendant les playoffs   |
| x   | Qualifié pour les playoffs                 |
| (-) | Numéro de tête de série pour les playoffs  |

| Franchise                                 | V  | D  | N | Pct    | Div | Conf | PM  | PE  |
| ----------------------------------------- | -- | -- | - | ------ | --- | ---- | --- | --- |
| (1) Patriots de la Nouvelle-Angleterre z* | 13 | 3  | 0 | 81,3 % | 5-1 | 10-2 | 458 | 296 |
| (6) Bills de Buffalo w                    | 9  | 7  | 0 | 56,3 % | 3-3 | 7-5  | 302 | 359 |
| Dolphins de Miami                         | 6  | 10 | 0 | 37,5 % | 2-4 | 5-7  | 281 | 393 |
| Jets de New York                          | 5  | 11 | 0 | 31,3 % | 2-4 | 5-7  | 298 | 382 |

| Franchise                     | V  | D  | N | Pct    | Div | Conf | PM  | PE  |
| ----------------------------- | -- | -- | - | ------ | --- | ---- | --- | --- |
| (1) Eagles de Philadelphie z* | 13 | 3  | 0 | 81,3 % | 5-1 | 10-2 | 457 | 295 |
| Cowboys de Dallas             | 9  | 7  | 0 | 56,3 % | 5-1 | 7-5  | 354 | 332 |
| Redskins de Washington        | 7  | 9  | 0 | 43,8 % | 1-5 | 5-7  | 342 | 388 |
| Giants de New York            | 3  | 13 | 0 | 18,8 % | 1-5 | 1-11 | 246 | 388 |

| Franchise                    | V  | D  | N | Pct    | Div | Conf | PM  | PE  |
| ---------------------------- | -- | -- | - | ------ | --- | ---- | --- | --- |
| (2) Steelers de Pittsburgh z | 13 | 3  | 0 | 81,3 % | 6-0 | 10-2 | 406 | 308 |
| Ravens de Baltimore          | 9  | 7  | 0 | 56,3 % | 3-3 | 7-5  | 395 | 303 |
| Bengals de Cincinnati        | 7  | 9  | 0 | 43,8 % | 3-3 | 6-6  | 290 | 349 |
| Browns de Cleveland          | 0  | 16 | 0 | 00 %   | 0-6 | 0-12 | 234 | 410 |

| Franchise                  | V  | D  | N | Pct    | Div | Conf | PM  | PE  |
| -------------------------- | -- | -- | - | ------ | --- | ---- | --- | --- |
| (2) Vikings du Minnesota z | 13 | 3  | 0 | 81,3 % | 5-1 | 10-2 | 382 | 252 |
| Lions de Détroit           | 9  | 7  | 0 | 53,3 % | 5-1 | 8-4  | 410 | 376 |
| Packers de Green Bay       | 7  | 9  | 0 | 43,8 % | 2-4 | 5-7  | 320 | 384 |
| Bears de Chicago           | 5  | 11 | 0 | 31,3 % | 0-6 | 1-11 | 264 | 320 |

| Franchise                     | V  | D  | N | Pct    | Div | Conf | PM  | PE  |
| ----------------------------- | -- | -- | - | ------ | --- | ---- | --- | --- |
| (3) Jaguars de Jacksonville y | 10 | 6  | 0 | 62,5 % | 4-2 | 9-3  | 417 | 268 |
| (5) Titans du Tennessee w     | 9  | 7  | 0 | 56,3 % | 5-1 | 8-4  | 334 | 356 |
| Colts d'Indianapolis          | 4  | 12 | 0 | 25 %   | 2-4 | 3-9  | 263 | 404 |
| Texans de Houston             | 4  | 12 | 0 | 25 %   | 1-5 | 3-9  | 338 | 436 |

| Franchise                           | V  | D  | N | Pct    | Div | Conf | PM  | PE  |
| ----------------------------------- | -- | -- | - | ------ | --- | ---- | --- | --- |
| (4) Saints de La Nouvelle-Orléans y | 11 | 5  | 0 | 68,8 % | 4-2 | 8-4  | 448 | 326 |
| (5) Panthers de la Caroline w       | 11 | 5  | 0 | 68,8 % | 3-3 | 7-5  | 363 | 327 |
| (6) Falcons d'Atlanta w             | 10 | 6  | 0 | 62,5 % | 4-2 | 9-3  | 353 | 315 |
| Buccaneers de Tampa Bay             | 5  | 11 | 0 | 31,3 % | 1-5 | 3-9  | 335 | 382 |

| Franchise                   | V  | D  | N | Pct    | Div | Conf | PM  | PE  |
| --------------------------- | -- | -- | - | ------ | --- | ---- | --- | --- |
| (4) Chiefs de Kansas City y | 10 | 6  | 0 | 62,5 % | 5-1 | 8-4  | 415 | 339 |
| Chargers de Los Angeles     | 9  | 7  | 0 | 56,3 % | 3-3 | 6-6  | 355 | 272 |
| Raiders d'Oakland           | 6  | 10 | 0 | 37,5 % | 2-4 | 5-7  | 301 | 373 |
| Broncos de Denver           | 5  | 11 | 0 | 31,3 % | 2-4 | 4-8  | 289 | 382 |

| Franchise                 | V  | D  | N | Pct    | Div | Conf | PM  | PE  |
| ------------------------- | -- | -- | - | ------ | --- | ---- | --- | --- |
| (3) Rams de Los Angeles y | 11 | 5  | 0 | 68,8 % | 4-2 | 7-5  | 478 | 329 |
| Seahawks de Seattle       | 9  | 7  | 0 | 56,3 % | 4-2 | 7-5  | 366 | 332 |
| Cardinals de l'Arizona    | 8  | 8  | 0 | 50 %   | 3-3 | 5-7  | 295 | 361 |
| 49ers de San Francisco    | 6  | 10 | 0 | 37,5 % | 1-5 | 3-9  | 331 | 383 |

## Playoffs
À l'issue de la saison régulière, dans chaque conférence, six équipes sont qualifiées pour les playoffs (matchs d'après-saison) : les quatre champions de division et les deux meilleures équipes non-championnes. L'avantage du terrain est donné aux champions de division pour le tour de wild card ; aux deux meilleurs champions de division pour la demi-finale.

### Tableau du tour final
|  | Tour des wild-cards | Tour des wild-cards | Tour des wild-cards |                     |           | Playoffs de division | Playoffs de division | Playoffs de division |    |  | Finales de conférence | Finales de conférence | Finales de conférence |    |  | Super Bowl LII | Super Bowl LII | Super Bowl LII |
|  |                     |                     |                     |                     |           |                      |                      |                      |    |  |                       |                       |                       |    |  |                |                |                |
|  | 5                   | Caroline            | 26                  |                     |           |                      |                      |                      |    |  |                       |                       |                       |    |  |                |                |                |
|  | 4                   | La Nouvelle-Orléans | 31                  |                     |           |                      |                      |                      |    |  |                       |                       |                       |    |  |                |                |                |
|  | 4                   | La Nouvelle-Orléans | 31                  |                     | 4         | La Nouvelle-Orléans  | 24                   |                      |    |  |                       |                       |                       |    |  |                |                |                |
|  |                     |                     |                     |                     | 4         | La Nouvelle-Orléans  | 24                   |                      |    |  |                       |                       |                       |    |  |                |                |                |
|  |                     |                     | 2                   | Minnesota           | 29        |                      |                      |                      |    |  |                       |                       |                       |    |  |                |                |                |
|  |                     |                     | 2                   | Minnesota           | 29        |                      |                      |                      |    |  |                       |                       |                       |    |  |                |                |                |
|  |                     |                     |                     |                     |           |                      |                      |                      |    |  |                       |                       |                       |    |  |                |                |                |
|  |                     |                     |                     |                     |           |                      |                      |                      |    |  |                       |                       |                       |    |  |                |                |                |
|  |                     |                     |                     |                     |           |                      | 2                    | Minnesota            | 7  |  |                       |                       |                       |    |  |                |                |                |
|  | NFC                 |                     |                     |                     |           |                      | 2                    | Minnesota            | 7  |  |                       |                       |                       |    |  |                |                |                |
|  |                     | 1                   | Philadelphie        | 38                  |           |                      |                      |                      |    |  |                       |                       |                       |    |  |                |                |                |
|  | 6                   | 1                   | Philadelphie        | 38                  | Atlanta   | 26                   |                      |                      |    |  |                       |                       |                       |    |  |                |                |                |
|  | 6                   |                     |                     |                     | Atlanta   | 26                   |                      |                      |    |  |                       |                       |                       |    |  |                |                |                |
|  | 3                   | LA Rams             | 13                  |                     |           |                      |                      |                      |    |  |                       |                       |                       |    |  |                |                |                |
|  | 3                   | LA Rams             | 13                  |                     | 6         | Atlanta              | 10                   |                      |    |  |                       |                       |                       |    |  |                |                |                |
|  |                     |                     |                     |                     | 6         | Atlanta              | 10                   |                      |    |  |                       |                       |                       |    |  |                |                |                |
|  |                     |                     | 1                   | Philadelphie        | 15        |                      |                      |                      |    |  |                       |                       |                       |    |  |                |                |                |
|  |                     |                     | 1                   | Philadelphie        | 15        |                      |                      |                      |    |  |                       |                       |                       |    |  |                |                |                |
|  |                     |                     |                     |                     |           |                      |                      |                      |    |  |                       |                       |                       |    |  |                |                |                |
|  |                     |                     |                     |                     |           |                      |                      |                      |    |  |                       |                       |                       |    |  |                |                |                |
|  |                     |                     |                     |                     |           |                      |                      |                      |    |  |                       | N1                    | Philadelphie          | 41 |  |                |                |                |
|  |                     |                     |                     |                     |           |                      |                      |                      |    |  |                       |                       |                       |    |  |                |                |                |
|  |                     | A1                  | Nouvelle-Angleterre | 33                  |           |                      |                      |                      |    |  |                       |                       |                       |    |  |                |                |                |
|  | 6                   | A1                  | Nouvelle-Angleterre | 33                  | Buffalo   | 3                    |                      |                      |    |  |                       |                       |                       |    |  |                |                |                |
|  | 6                   |                     |                     |                     | Buffalo   | 3                    |                      |                      |    |  |                       |                       |                       |    |  |                |                |                |
|  | 3                   | Jacksonville        | 10                  |                     |           |                      |                      |                      |    |  |                       |                       |                       |    |  |                |                |                |
|  | 3                   | Jacksonville        | 10                  |                     | 3         | Jacksonville         | 45                   |                      |    |  |                       |                       |                       |    |  |                |                |                |
|  |                     |                     |                     |                     | 3         | Jacksonville         | 45                   |                      |    |  |                       |                       |                       |    |  |                |                |                |
|  |                     |                     | 2                   | Pittsburgh          | 42        |                      |                      |                      |    |  |                       |                       |                       |    |  |                |                |                |
|  |                     |                     | 2                   | Pittsburgh          | 42        |                      |                      |                      |    |  |                       |                       |                       |    |  |                |                |                |
|  |                     |                     |                     |                     |           |                      |                      |                      |    |  |                       |                       |                       |    |  |                |                |                |
|  |                     |                     |                     |                     |           |                      |                      |                      |    |  |                       |                       |                       |    |  |                |                |                |
|  |                     |                     |                     |                     |           |                      | 3                    | Jacksonville         | 20 |  |                       |                       |                       |    |  |                |                |                |
|  | AFC                 |                     |                     |                     |           |                      | 3                    | Jacksonville         | 20 |  |                       |                       |                       |    |  |                |                |                |
|  |                     | 1                   | Nouvelle-Angleterre | 24                  |           |                      |                      |                      |    |  |                       |                       |                       |    |  |                |                |                |
|  | 5                   | 1                   | Nouvelle-Angleterre | 24                  | Tennessee | 22                   |                      |                      |    |  |                       |                       |                       |    |  |                |                |                |
|  | 5                   |                     |                     |                     | Tennessee | 22                   |                      |                      |    |  |                       |                       |                       |    |  |                |                |                |
|  | 4                   | Kansas City         | 21                  |                     |           |                      |                      |                      |    |  |                       |                       |                       |    |  |                |                |                |
|  | 4                   | Kansas City         | 21                  |                     | 5         | Tennessee            | 14                   |                      |    |  |                       |                       |                       |    |  |                |                |                |
|  |                     |                     |                     |                     | 5         | Tennessee            | 14                   |                      |    |  |                       |                       |                       |    |  |                |                |                |
|  |                     |                     | 1                   | Nouvelle-Angleterre | 35        |                      |                      |                      |    |  |                       |                       |                       |    |  |                |                |                |
|  |                     |                     | 1                   | Nouvelle-Angleterre | 35        |                      |                      |                      |    |  |                       |                       |                       |    |  |                |                |                |
|  |                     |                     |                     |                     |           |                      |                      |                      |    |  |                       |                       |                       |    |  |                |                |                |

(*) Indique les victoires en prolongation.

## Événements majeurs

### Protestations lors de l'hymne national
Lors de son discours du 22 septembre 2017, le Président des États-Unis, Donald Trump, formula des remarques assez controversées à propos des joueurs de football américain mettant un genou au sol lors de l'exécution de l'hymne national, pratique médiatisée par le quarterback Colin Kaepernick en 2016 pour protester contre les brutalités et les traitements racistes des forces de police aux États-Unis.

Trump suggérait que ceux qui agissaient de la sorte étaient irrespecteux par rapport au patrimoine du pays. Il demanda alors à l'assistance :
« "Wouldn't you love to see one of these NFL owners, when somebody disrespects our flag, to say : Get that son of a bitch off the field right now. Out! He's fired. He's fired !" (N'aimeriez-vous pas voir qu'un des propriétaires de ces équipes NFL dise lorsque quelqu'un ne respecte pas notre drapeau : Sortez ce fils de pute du terrain tout de suite. Dehors ! Il est viré. Il est viré !) »
Lors des matchs et semaines qui vont suivre, plus de 200 joueurs, durant l'hymne national, en signe de protestation à ce discours mettront un genou à terre ou se croiseront les bras. Les Pittsburgh Steelers, Tennessee Titans et Seattle Seahawks choisiront de ne pas se présenter sur le terrain pendant l'exécution de l'hymne national,,.

### Revente des Panthers de la Caroline
Le 17 décembre 2017, Jerry Richardson (en), propriétaire des Panthers de la Caroline, déclare que la franchise est à vendre,. Auparavant, il avait déjà déclaré que sa franchise serait à vendre le jour de son décès (lorsque son seul fils avait quitté la franchise en 2009). Néanmoins, un article du Sports Illustrated prétendait que Richardson avait avancé cette décision pour que certaines conduites douteuses (y compris des insultes raciales et des faits de harcèlement sexuel vis-à-vis des employés) soient passées sous silence. La location du Bank of America Stadium par les Panthers se terminera après la saison 2018 ce qui permettra au nouvel acquéreur de relocaliser la franchise sans frais ni pénalité si tel était son souhait.

### Décès notables en 2017
Les personnes suivantes associées à la NFL (ou à l'AFL) sont décédées en 2017.
- Dan Rooney (en) : Décédé le 13 avril à l'âge de 84 ans, Ronney a été président et un des propriétaires des Steelers de Pittsburgh. Il était un des fils du fondateur de la franchise, Art Rooney Sr. Impliqué dans la gestion de la franchise depuis 1960, Rooney a connu les six victoires en Super Bowl de son équipe. En plus, il était considéré comme un propriétaire actif et progressif dans les décisions de la Ligue, la plus célèbre ayant été d'introduire la Règle Rooney (en) qui oblige toutes les franchises NFL à proposer des entretiens aux candidats de couleur pour les postes vacants d'entraîneur principal. Parallèlement à son poste chez les Steelers, Rooney a été ambassadeur des États-Unis en Irlande de 2009 à 2014. Il a été intronisé au Pro Football Hall of Fame en 2000 rejoignant son père, formant le second duo père-fils de l'histoire de HOF avec Tim (en) et Wellington Mara (en) (avec qui ils ont des liens familiaux à la suite d'un mariage).
- Cortez Kennedy : Décédé le 23 mai à l'âge de 48 ans à la suite de problèmes cardiaques, Kennedy était un tacle défensif qui a joué pendant 11 saisons (de 1990 à 2000) avec les Seahawks de Seattle. Son no 96 avait été retiré par la franchise. Il avait été intronisé au Hall of Fame en 2012.
- Yale Lary (en) : Décédé le 11 mai à l'âge de 86 ans, il avait évolué en équipe spéciale et au poste de tacle défensif chez les Lions de Détroit pendant 11 saisons entre 1952 et 1964. Il a remporté 3 titres de champion national et fut intronisé au Pro Football Hall of Fame en 1979.
- Y. A. Tittle : Décédé le 8 octobre (à la suite de complications dues à la démence), Tittle a évolué au poste de quarterback pendant 16 saisons au niveau professionnel, deux au sein de l'AAFC et quatorze en NFL. Pendant sa carrière, il a joué pour les Green Colts de Baltimore, les 49ers de San Francisco (reconnu comme un membre de la Million Dollar Backfield (en)) et pour les Giants de New York. Il a établi divers records en NFL et fut créateur de la passe dite alley-oop (en). Il ne remportera jamais de titre de champion national malgré trois finales disputées avec les Giants. Son no 14 a été retiré par cette franchise. Il a été intronisé au Pro Football Hall of Fame en 1971.

## Récompenses
À l'issue de la saison, plusieurs récompenses sont remises :
- Meilleur joueur : Tom Brady, QB, Patriots de la Nouvelle-Angleterre
- Joueur offensif de l'année : Todd Gurley, RB, Rams de Los Angeles
- Joueur défensif de l'année : Aaron Donald, DT, Rams de Los Angeles
- Rookie offensif de l'année : Alvin Kamara, RB, Saints de La Nouvelle-Orléans
- Rookie défensif de l'année : Marshon Lattimore, CB, Saints de La Nouvelle-Orléans
- Entraîneur de l'année : Sean McVay, Rams de Los Angeles
- Revenant de l'année : Keenan Allen, WR, Chargers de Los Angeles
- Gagnant du trophée Walter Payton de l'année : J. J. Watt, DE, Texans de Houston
- La classe 2018 du Hall Of Fame :
  - Bobby Beathard, Dirigeant, Dolphins/Redskins/Chargers
  - Robert Brazile, LB, Oilers
  - Brian Dawkins, S, Eagles/Broncos
  - Jerry Kramer, G/K, Packers
  - Ray Lewis, LB, Ravens
  - Randy Moss, WR, Vikings/Raiders/Patriots/Titans/49ers
  - Terrell Owens, WR, 49ers/Eagles/Cowboys/Bills/Bengals
  - Brian Urlacher, LB, Bears

### Joueurs All-Pro
Les joueurs suivants ont été sélectionnés dans l'équipe type n° 1 All-Pro de l'Associated Press :
| Attaque            | Attaque                                                                     |
| ------------------ | --------------------------------------------------------------------------- |
| Quarterback        | Tom Brady (Patriots de la Nouvelle-Angleterre)                              |
| Running back       | Todd Gurley (Rams de Los Angeles)                                           |
| Backfield Offensif | Le'Veon Bell (Steelers de Pittsburgh)                                       |
| Wide receiver      | Antonio Brown (Steelers de Pittsburgh) DeAndre Hopkins, (Texans de Houston) |
| Tight end          | Rob Gronkowski (Patriots de la Nouvelle-Angleterre)                         |
| Left tackle        | Andrew Whitworth, (Rams de Los Angeles)                                     |
| Left guard         | Andrew Norwell (Panthers de la Caroline)                                    |
| Center             | Jason Kelce (Eagles de Philadelphie)                                        |
| Right guard        | David DeCastro (Steelers de Pittsburgh)                                     |
| Right tackle       | Lane Johnson (Eagles de Philadelphia)                                       |

| Défense          | Défense |
| ---------------- | --- |
| Defensive end    | Calais Campbell (Jaguars de Jacksonville) Cameron Jordan (Saints de La Nouvelle-Orléans)                           |
| Defensive tackle | Aaron Donald (Rams de Los Angeles) Cam Heyward (Steelers de Pittsburgh)                                            |
| Linebacker       | Chandler Jones (Cardinals de l'Arizona) Bobby Wagner (Seahawks de Seattle) Luke Kuechly, (Panthers de la Caroline) |
| Cornerback       | Jalen Ramsey (Jaguars de Jacksonville) Xavier Rhodes, Minnesota                                                    |
| Safety           | Kevin Byard (Titans du Tennessee) Harrison Smith (Vikings du Minnesota)                                            |

| Kicker          | Greg Zuerlein, (Rams de Los Angeles)     |
| Punter          | Johnny Hekker (Rams de Los Angeles)      |
| Kick returner   | Pharoh Cooper (en) (Rams de Los Angeles) |
| Équipe spéciale | Budda Baker (Cardinals de l'Arizona)     |

### Meilleurs joueurs de la semaine/du mois
Les joueurs performants au cours de la saison régulière 2017 :
| Sem./ Mois | Attaque Joueur de la semaine/du mois | Attaque Joueur de la semaine/du mois | Défense Joueur de la semaine/du mois | Défense Joueur de la semaine/du mois | Équipes spéciales Joueur de la semaine/du mois | Équipes spéciales Joueur de la semaine/du mois |
| Sem./ Mois | AFC                                  | NFC                                  | AFC                                  | NFC                                  | AFC                                            | NFC                                            |
| ---------- | ------------------------------------ | ------------------------------------ | ------------------------------------ | ------------------------------------ | ---------------------------------------------- | ---------------------------------------------- |
| 1          | Alex Smith (Chiefs)                  | Sam Bradford (Vikings)               | Calais Campbell (Jaguars)            | Trumaine Johnson (Rams)              | Giorgio Tavecchio (Raiders)                    | Matt Prater (Lions)                            |
| 2          | Tom Brady (Patriots)                 | J. J. Nelson (Cardinals)             | Chris Jones (Chiefs)                 | Desmond Trufant (Falcons)            | Cody Parkey (Dolphins)                         | Jamal Agnew (Lions)                            |
| 3          | Tom Brady (Patriots)                 | Kirk Cousins (Redskins)              | Terrence Brooks (Jets)               | DeMarcus Lawrence (Cowboys)          | Steven Hauschka (Bills)                        | Jake Elliott (Eagles)                          |
| Sept.      | Kareem Hunt (Chiefs)                 | Todd Gurley (Rams)                   | Melvin Ingram (Chargers)             | DeMarcus Lawrence (Cowboys)          | Ryan Succop (Titans)                           | Matt Prater (Lions)                            |
| 4          | Deshaun Watson (Texans)              | Todd Gurley (Rams)                   | Cameron Heyward (Steelers)           | Julius Peppers (Panthers)            | Steven Hauschka (Bills)                        | Greg Zuerlein (Rams)                           |
| 5          | Melvin Gordon (Chargers)             | Aaron Rodgers (Packers)              | Telvin Smith (Jaguars)               | Earl Thomas (Seahawks)               | Adam Vinatieri (Colts)                         | Kenjon Barner (Eagles)                         |
| 6          | Le'Veon Bell (Steelers)              | Adrian Peterson (Cardinals)          | Johnathan Joseph (Texans)            | Cameron Jordan (Saints)              | Ryan Succop (Titans)                           | Pharoh Cooper (Rams)                           |
| 7          | Amari Cooper (Raiders)               | Carson Wentz (Eagles)                | Kevin Byard (Titans)                 | Eddie Jackson (Bears)                | Travis Benjamin (Chargers)                     | Kai Forbath (Vikings)                          |
| 8          | JuJu Smith-Schuster (Steelers)       | Russell Wilson (Seahawks)            | Carlos Dunlap (Bengals)              | Jalen Mills (Eagles)                 | Harrison Butker (Chiefs)                       | Tyrone Crawford (Cowboys)                      |
| Oct.       | Deshaun Watson (Texans)              | Carson Wentz (Eagles)                | Micah Hyde (Bills)                   | Everson Griffen (Vikings)            | Harrison Butker (Chiefs)                       | Greg Zuerlein (Rams)                           |
| 9          | T. Y. Hilton (Colts)                 | Jared Goff (Rams)                    | Jordan Jenkins (Jets)                | Karlos Dansby (Cardinals)            | Jaydon Mickens (Jaguars)                       | Justin Hardee (Saints)                         |
| 10         | Tom Brady (Patriots)                 | Cam Newton (Panthers)                | A. J. Bouye (Jaguars)                | Adrian Clayborn (Falcons)            | Dion Lewis (Patriots)                          | Greg Zuerlein (Rams)                           |
| 11         | Antonio Brown (Steelers)             | Mark Ingram (Saints)                 | Matt Judon (Ravens)                  | Landon Collins (Giants)              | Stephen Gostkowski (Patriots)                  | Tyler Lockett (Seahawks)                       |
| 12         | Philip Rivers (Chargers)             | Julio Jones (Falcons)                | Cameron Heyward (Steelers)           | Luke Kuechly (Panthers)              | Sam Koch (Ravens)                              | Phil Dawson (Cardinals)                        |
| Nov.       | Tom Brady (Patriots)                 | Case Keenum (Vikings)                | Casey Hayward (Chargers)             | Cameron Jordan (Saints)              | Justin Tucker (Ravens)                         | Greg Zuerlein (Rams)                           |
| 13         | Josh McCown (Jets)                   | Russell Wilson (Seahawks)            | Eric Weddle (Ravens)                 | Dean Lowry (Packers)                 | Chris Boswell (Steelers)                       | Robbie Gould (49ers)                           |
| 14         | Ben Roethlisberger (Steelers)        | Jonathan Stewart (Panthers)          | Xavien Howard (Dolphins)             | Deion Jones (Falcons)                | Jaydon Mickens (Jaguars)                       | Trevor Davis (Packers)                         |
| 15         | Rob Gronkowski (Patriots)            | Todd Gurley (Rams)                   | Marcus Peters (Chiefs)               | Darius Slay (Lions)                  | Sam Koch (Ravens)                              | Robbie Gould (49ers)                           |
| 16         | Dion Lewis (Patriots)                | Todd Gurley (Rams)                   | Mike Hilton (Steelers)               | Harrison Smith (Vikings)             | Harrison Butker (Chiefs)                       | Damiere Byrd (Panthers)                        |
| 17         | Philip Rivers (Chargers)             | Chris Godwin (Buccaneers)            | Kevin Byard (Titans)                 | Ezekiel Ansah (Lions)                | JuJu Smith-Schuster (Steelers)                 | Matt Bryant (Falcons)                          |
| Dec.       | Le'Veon Bell (Steelers)              | Todd Gurley (Rams)                   | Jordan Poyer (Bills)                 | Chandler Jones (Cardinals)           | Harrison Butker (Chiefs)                       | Robbie Gould (49ers)                           |

| Sem. | Joueur de la semaine FedEx Air (Quarterbacks) | Joueur de la semaine FedEx Ground (Running backs) | Pepsi Rookie de la semaine | Joueur de la semaine Castrol Edge Clutch |
| ---- | --------------------------------------------- | ------------------------------------------------- | -------------------------- | ---------------------------------------- |
| 1    | Alex Smith (Chiefs)                           | Kareem Hunt (Chiefs)                              | Kareem Hunt (Chiefs)       | Alex Smith (Chiefs)                      |
| 2    | Trevor Siemian (Broncos)                      | C. J. Anderson (Broncos)                          | Tyus Bowser (Ravens)       | Trevor Siemian (Broncos)                 |
| 3    | Tom Brady (Patriots)                          | Kareem Hunt (Chiefs)                              | Jake Elliott (Eagles)      | Jake Elliott (Eagles)                    |
| 4    | Deshaun Watson (Texans)                       | Le'Veon Bell (Steelers)                           | Alvin Kamara (Saints)      | Deshaun Watson (Texans)                  |
| 5    | Carson Wentz (Eagles)                         | Leonard Fournette (Jaguars)                       | Aaron Jones (Packers)      | Aaron Rodgers (Packers)                  |
| 6    | Carson Wentz (Eagles)                         | Adrian Peterson (Cardinals)                       | Marshon Lattimore (Saints) | Mark Ingram (Saints)                     |
| 7    | Derek Carr (Raiders)                          | Aaron Jones (Packers)                             | Aaron Jones (Packers)      | Carson Wentz (Eagles)                    |
| 8    | Russell Wilson (Seahawks)                     | LeSean McCoy (Bills)                              | Marshon Lattimore (Saints) | Russell Wilson (Seahawks)                |
| 9    | Jay Cutler (Dolphins)                         | Alvin Kamara (Saints)                             | Alvin Kamara (Saints)      | Carson Wentz (Eagles)                    |
| 10   | Case Keenum (Vikings)                         | Mark Ingram (Saints)                              | Alvin Kamara (Saints)      | Mark Ingram (Saints)                     |
| 11   | Drew Brees (Saints)                           | Mark Ingram (Saints)                              | Alvin Kamara (Saints)      | Drew Brees (Saints)                      |
| 12   | Philip Rivers (Chargers)                      | Alvin Kamara (Saints)                             | Alvin Kamara (Saints)      | Antonio Brown (Steelers)                 |
| 13   | Alex Smith (Chiefs)                           | Jamaal Williams (Packers)                         | Alvin Kamara (Saints)      | Aaron Jones (Packers)                    |
| 14   | Ben Roethlisberger (Steelers)                 | LeSean McCoy (Bills)                              | Jamaal Williams (Packers)  | Davante Adams (Packers)                  |
| 15   | Jimmy Garoppolo (49ers)                       | Todd Gurley (Rams)                                | Marshon Lattimore (Saints) | Jimmy Garoppolo (49ers)                  |
| 16   | Jared Goff (Rams)                             | Todd Gurley (Rams)                                | Marshon Lattimore (Saints) | Jimmy Garoppolo (49ers)                  |
| 17   | Philip Rivers (Chargers)                      | Orleans Darkwa (Giants)                           | Alvin Kamara (Saints)      | Tyler Boyd (Bengals)                     |

### Rookie du mois
| Mois  | Rookie du Mois          | Rookie du Mois             |
| Mois  | Attaque                 | Défense                    |
| ----- | ----------------------- | -------------------------- |
| Sept. | Kareem Hunt (Chiefs)    | Tre'Davious White (Bills)  |
| Oct.  | Deshaun Watson (Texans) | Marshon Lattimore (Saints) |
| Nov.  | Alvin Kamara (Saints)   | Reuben Foster (49ers)      |
| Déc.  | Kareem Hunt (Chiefs)    | Marshon Lattimore (Saints) |